# Rzekoma ogrodniczka (KV 196)
Rzekoma ogrodniczka (La Finta Giardiniera KV 196) – włoska opera Wolfganga Amadeusa Mozarta w 3 aktach skomponowana przez Mozarta w 1775 roku w Monachium. Nie ma pewności co do autora libretta – uznaje się, że napisał je Giuseppe Petrosellini.

## Historia utworu
Mozart napisał ją w Monachium w styczniu 1775, gdy miał 18 lat. Prapremiera odbyła się w stolicy Bawarii, a orkiestrą dyrygował sam kompozytor. „Rzekoma ogrodniczka" to opera buffa, czyli opera komiczna.

## Osoby
| Rola                                                          | Głos        | Obsada premiery, 13 stycznia 1775 |
| ------------------------------------------------------------- | ----------- | --------------------------------- |
| Don Anchise, Podesta (burmistrz Lagonero                      | tenor       | Augustin Sutor                    |
| Marchioness Violante Onesti (Sandrina), przebrana ogrodniczka | sopran      | Rosa Manservisi                   |
| Arminda, siostrzenica podesty                                 | sopran      | Sutor                             |
| Contino Belfiore                                              | tenor       | Giovanni Valesi                   |
| Cavalier Ramiro                                               | mezzosopran | Tommaso Consoli                   |
| Serpetta, sługa podesty                                       | sopran      | Teresina Manservisi               |
| Roberto (Nardo), sługa Violante                               | bas         | Giovanni Rossi                    |

## Treść
Akcja „Rzekomej ogrodniczki" to zawiła pętla uczuć kilku osób. Wszystko rozgrywa się w posiadłości podesty (burmistrza) Don Anchise, gdzie pracuje tajemnicza ogrodniczka Sandrina. Tak naprawdę jest to jednak markiza Violante, która ukrywa się właśnie pod postacią tytułowej „rzekomej ogrodniczki". Zaleca się do niej burmistrz, ona nie odwzajemnia jego działań. Zapatrzony w ogrodniczkę nie zauważa, że całkowicie zakochana w nim jest jego pokojówka Serpetta. Wzdychająca do swojego pana pokojówka odrzuca miłość innego służącego, niejakiego Nardo. Aby całość była jeszcze bardziej zawiła, na planie pojawia się kolejny nieszczęśliwie zakochany mężczyzna – Don Ramiro. Markiza Violante vel ogrodniczka Sandrina nie odwzajemnia uczyć burmistrza, ponieważ wciąż darzy uczuciem swego poprzedniego ukochanego. Problem w tym, że jest nim hrabia Belfiore, który podczas ataku zazdrości usiłował zabić swoją ukochaną. Po tej sytuacji markiza Violante ukryła się jako ogrodniczka, a Belfiore był pewny, że ją zabił. Rozpacz po stracie ukochanej nie przeszkodziła mu związać się z Armindą, siostrzenicą burmistrza. Kiedy ta para przybywa do posiadłości Don Anchise, rozpoczyna się burzliwa akcja, pełna nieporozumień, scen zazdrości i romantycznych uniesień. Hrabia Belfiore rozpoznaje swoją ukochaną w rzekomej ogrodniczce, zazdrosna Arminda wysyła Sandrinę vel Violante na pastwę dzikich zwierząt do lasu, sługa Nardo tak naprawdę okazuje się być wiernym człowiekiem markizy Violante o imieniu Roberto. Ostatecznie wszystko kończy się szczęśliwie – Violante wybacza hrabiemu Belfiore, opuszczona Arminda przyjmuje zaloty Don Ramiro, który od dawna się w niej kochał, a służąca Serpetta ostatecznie przekonuje się do Nardo vel Roberto.